# Келлер, Леонард Берт
Леонард Берт Келлер (англ. Leonard Bert Keller)  (25 февраля 1947 – 18 октября 2009) – солдат армии США, награждён высочайшей американской военной наградой – медалью Почёта за свои действия в ходе Вьетнамской войны.
Родился в г. Рокфорд, штат Иллинойс. Весной 1966 года был призван в армию из г. Чикаго, штат Иллинойс. Прошёл базовую подготовку на базе армии Форт-Кэмпбелл, штат Кентукки и продвинутую пехотную подготовку в Форт-Полк, штат Луизиана. Этим же летом был отправлен во Вьетнам в составе 60-го пехотного полка 9-й пехотной дивизии. Часть Келлера и он сам выполняли задачи по разведке в дельте Меконга.
2 мая 1967 года Келлер, сержант роты А, третьего батальона,  60-го пехотного полка 9-й пехотной дивизии  и его товарищ специалист 4-го ранга Реймонд Р. Райт во время сражения за зоне Ап Бак взяли штурмом несколько вражеских бункеров, откуда противник обстреливал их часть. За свои действия Келлер и Райт удостоились медали Почёта. 19 сентября 1968 года президент США Линдон Джонсон вручил награду Келлеру на церемонии в Белом доме.
После отставки из вооружённых сил в августе 1968 года Келлер женился на ветеране ВМС США и перебрался в Милтон, штат Флорида. Более 20 лет он был начальником отдела снабжения базы военно-морской авиации Уайтинг-филд, начальной учебной лётной базе к северо-востоку от военно-морской базы Пенсакола.
Келлер умер 18 октября 2009 года в возрасте 62 лет в госпитале Святого сердца в Пенсаколе, куда его привезли после ДТП, происшедшем в Милтоне. Он ехал из клуба Ассоциации резерва флота на своём трёхколёсном мотоцикле «Харли-Дэвидсон», потерял контроль над управлением, мотоцикл перевернулся несколько раз и упал на Келлера. 30 ноября 2009 года тело Келлера погребли на Арлингтонском национальном кладбище. 

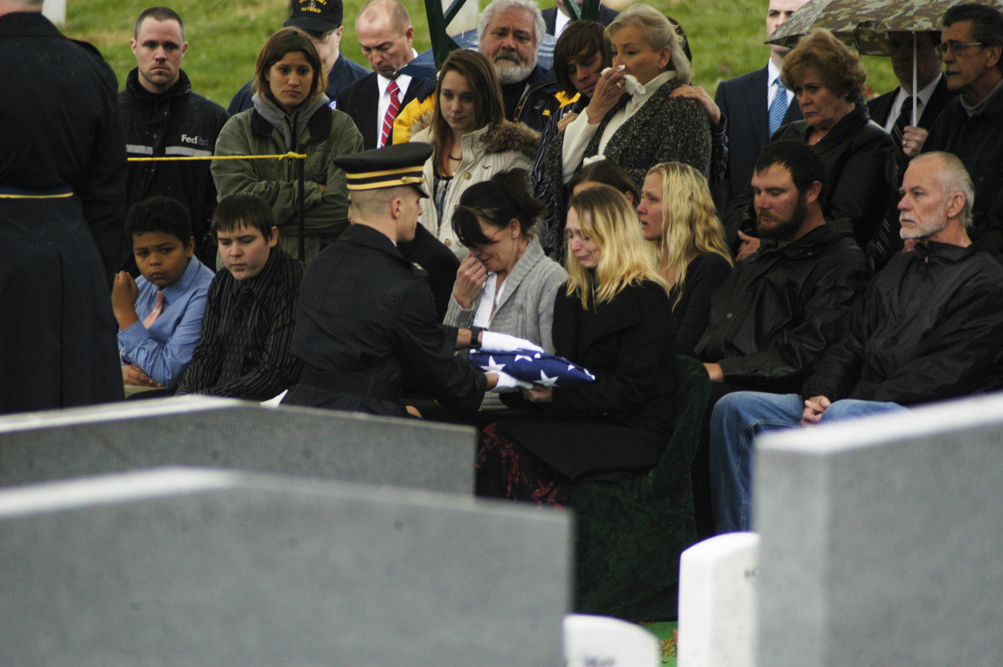
Капеллан, капитан Джейсон Ноублз передаёт американский флаг дочери Келлера Николь Сиккарди на похоронной церемонии на Арлингтонском национальном кладбище.

## Наградная запись к медали Почёта
За выдающуюся храбрость и отвагу проявленные в бою с риском для жизни при выполнении и перевыполнении долга службы. Проходя через область, где ранее противник устраивал засаду, часть сержанта Келлера попала под плотный  огонь из автоматического и лёгкого стрелкового оружия из ряда вражеских бункеров и многочисленных снайперских позиций на ближайших деревьях. Сержант Келлер быстро выдвинулся на позицию, откуда он мог стрелять по бункеру, откуда вёлся автоматический огонь и уничтожил вьетконговца, пытавшегося убежать. Келлер и его товарищ взбежали на гребень дамбы, подставив себя под вражеский огонь, и атаковали бункеры. Вооружённый лёгким пулемётом сержант Келлер и его товарищ начали систематический штурм вражеских бункеров. Когда сержант Келлер подавил пулемётный огонь из первого бункера, его товарищ забросил туда гранату, уничтожив его обитателя.  Затем двое товарищей атаковали второй бункер, уничтожив его обитателя. Автоматчик из третьего бункера прижал к земле огнём большую часть дружественного взвода. Снова с полным пренебрежением к огню, ведущемуся по ним, два товарища атаковали и убили врага, сидевшего в бункере. Продолжая свою атаку, сержант Келлер и его товарищ атаковали ещё свыше четырёх бункера, уничтожив их обитателей. В ходе этого яростной атаки сержант Келлер и его товарищ почти постоянно находились под снайперским огнём противника, отчаянно пытавшегося остановить их атаку. Их свирепая атака отбросила солдат за линию бункеров в лес, что вынудило снайперов бежать. Двое мужчин немедленно бросились в погоню, отгоняя врага от дружественного отряда. Исчерпав боезапас, сержант Келлер вернулся ко взводу, чтобы помочь в эвакуации раненых. Атака двух товарищей выбила вражеский взвод с хорошо оборудованной позиции, причинила ему многочисленные потери убитыми и предотвратила дальнейшие потери дружественных сил. Самоотверженный героизм и неукротимый боевой дух сержанта Келлера спасли жизни множество его товарищей и причинили серьёзный ущерб противнику. Своими действиями он поддержал высочайшие традиции военной службы и принёс великую честь себе и армии США.              
Оригинальный текст (англ.)
For conspicuous gallantry and intrepidity in action at the risk of his life above and beyond the call of duty. Sweeping through an area where an enemy ambush had occurred earlier, Sgt. Keller's unit suddenly came under intense automatic weapons and small-arms fire from a number of enemy bunkers and numerous snipers in nearby trees. Sgt. Keller quickly moved to a position where he could fire at a bunker from which automatic fire was received, killing 1 Viet Cong who attempted to escape. Leaping to the top of a dike, he and a comrade charged the enemy bunkers, dangerously exposing themselves to the enemy fire. Armed with a light machine gun, Sgt. Keller and his comrade began a systematic assault on the enemy bunkers. While Sgt. Keller neutralized the fire from the first bunker with his machine gun, the other soldier threw in a hand grenade killing its occupant. Then he and the other soldier charged a second bunker, killing its occupant. A third bunker contained an automatic rifleman who had pinned down much of the friendly platoon. Again, with utter disregard for the fire directed to them, the 2 men charged, killing the enemy within. Continuing their attack, Sgt. Keller and his comrade assaulted 4 more bunkers, killing the enemy within. During their furious assault, Sgt. Keller and his comrade had been almost continuously exposed to intense sniper fire as the enemy desperately sought to stop their attack. The ferocity of their assault had carried the soldiers beyond the line of bunkers into the treeline, forcing snipers to flee. The 2 men gave immediate chase, driving the enemy away from the friendly unit. When his ammunition was exhausted, Sgt. Keller returned to the platoon to assist in the evacuation of the wounded. The 2-man assault had driven an enemy platoon from a well-prepared position, accounted for numerous enemy dead, and prevented further friendly casualties. Sgt. Keller's selfless heroism and indomitable fighting spirit saved the lives of many of his comrades and inflicted serious damage on the enemy. His acts were in keeping with the highest traditions of the military service and reflect great credit upon himself and the U.S. Army.
— 